# City Lights
City Lights (tựa trong tiếng Việt: Ánh sáng đô thị) là một bộ phim câm hài hước - lãng mạn của Mỹ, công chiếu vào năm 1931. Phim được biên kịch và đạo diễn bởi Charlie Chaplin, đồng thời cũng là vai nam chính bên cạnh Virginia Cherrill và Harry Myers. Mặc dù phim tiếng lúc bấy giờ đã có ưu thế hơn hẳn so với phim câm nhưng City Lights vẫn thu được thành công vang dội và được xem như một trong những bộ phim kinh điển nhất của thời đại phim câm.

## Nội dung
City Lights mở đầu với cảnh quay lễ khai trương một bức tượng. Sau bài phát biểu (không thành tiếng) của nhà chức trách, người ta kéo tấm vải phủ bức tượng xuống, và nhìn thấy gã lang thang (Charlie Chaplin) đã ngủ ở đấy từ lúc nào. Gã luống cuống bò dậy, rồi trong lúc cố thoát khỏi bức tượng, cái quần của gã mắc ngay vào thanh gươm của bức tượng. Đúng lúc đó quốc ca nổi lên, và người ta phải chào cả gã lẫn bức tượng.
Gã tiếp tục đi lang thang trên đường. Lúc đó, gã gặp rồi đem lòng yêu một cô gái mù (Virginia Cherrill). Cô gái mù cứ nghĩ gã là một nhà triệu phú hào hoa phong nhã, và rất có ấn tượng với nhà triệu phú này. Sau đó, gã lang thang gặp một triệu phú thật sự (Harry Myers). Ông này đang say rượu, chán đời và định tự tử. Thấy thế nên gã liền cứu sống nhà triệu phú. Cảm động, ông ta kết bạn với gã, rước gã về nhà rồi cho ở cùng. Nhưng đến khi tỉnh rượu, ông triệu phú không còn nhận ra gã là ai, lại đuổi gã ra khỏi nhà mình. Từ hôm đó, cứ khi nào ông triệu phú say rượu, ông lại tìm đến anh bạn lang thang của mình.
Gã lang thang quyết định tìm mọi cách để kiếm tiền, nhằm giúp cô gái mù phẫu thuật mắt để cô có thể thấy được ánh sáng. Gã bắt đầu phải làm đủ mọi công việc, mà tệ hại nhất là đi thi đấu quyền Anh. Thua cuộc, gã lại lang thang kiếm tiền. Trong lúc say xỉn, ngài triệu phú hứng chí tặng gã một ngàn đôla, gã dùng tiền để trả tiền nhà và tiền phẫu thuật mắt cho cô gái mù. Không may, khi ông triệu phú tỉnh rượu, gã bị buộc tội ăn cắp tiền. Gã đưa tiền cho cô gái và bảo rằng mình sẽ đi xa. Sau đó, gã bỏ trốn rồi bị bắt vào tù.
Vài tháng sau, cảnh sát thả kẻ lang thang ra. Gã lại lang thang trong bộ đồ rách rưới. Gã bị đám trẻ con trêu ghẹo. Gã đuổi bọn trẻ con đi. Tình cờ gã gặp lại cô gái mù, nay mắt cô đã sáng và đang mở một cửa hàng bán hoa với bà ngoại (Florence Lee). Ban đầu, cô gái không nhận ra con người hảo tâm đã giúp đỡ cô ngày xưa và cảm thấy thương xót cho gã đàn ông rách rưới. Cô gái giữ tay gã lại và cảm nhận được đây là bàn tay đã hết lòng giúp đỡ mình, đã hi sinh bản thân để giúp cho mình lại nhìn thấy ánh sáng. Cô nhìn thẳng vào mắt gã và hỏi: "You?" (Là anh?). Gã lang thang ngây ngô gật đầu, cố mỉm một nụ cười. Và gã hỏi lại: "You can see now?" (Em có thể thấy rồi chứ?). Cô gái bật khóc và trả lời: "Yes, I can see now" (Vâng, em đã thấy).

## Diễn viên

Charlie Chaplin và Virginia Cherrill trong phim City Lights.

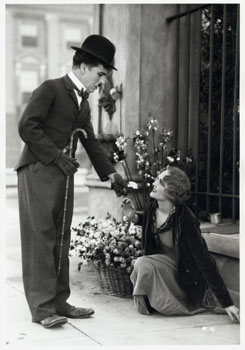
Một cảnh trong phim City Lights.

- Charlie Chaplin vai Gã lang thang (The Tramp)
- Virginia Cherrill vai Cô gái mù
- Florence Lee vai Bà ngoại của cô gái mù
- Harry Myers vai Nhà triệu phú
- Al Ernest Garcia vai Quản gia của nhà triệu phú
- Hank Mann vai Đấu thủ quyền Anh
- Henry Bergman vai Thị trưởng
- Albert Austin vai Nhân công quét đường

## Vinh dự
- Năm 1992, City Lights được chọn lưu trữ trong Viện lưu trữ phim Quốc gia Mỹ vì "tính văn hóa, lịch sử và tín hiệu thẩm mỹ".

### Danh sách củaAFI
- 1997 100 phim hay nhất #76
- 100 phim tình cảm #10
- 100 anh hùng và kẻ phản diện:
  - Kẻ lang thang, Anh hùng #38
- 100 phim hài #38
- 100 phim truyền cảm hứng #33
- 100 phim hay nhất (đính chính) #11
- 10 phim thuộc 10 thể loại #1 Hài lãng mạn